# Stephen F. Chadwick
Stephen Fowler Chadwick (né le 25 décembre 1825 à Middletown, dans le Connecticut et mort le 15 janvier 1895 à Salem, dans l'Oregon) est un homme politique américain, membre du Parti démocrate.

## Biographie
Stephen F. Chadwick fut gouverneur de l'Oregon entre 1877 et 1878. De formation juridique, il a d'abord travaillé comme avocat et fut admis au barreau de l'État de New York le 30 mai 1850. Il ouvrit un cabinet juridique en Oregon en 1851 à Scottsburg. Il devint Secrétaire d'État en 1870 et fut réélu à cette fonction en 1874. Il meurt en 1895 à Salem.